# Bocagea viridis
Bocagea viridis là loài thực vật có hoa thuộc họ Na. Loài này được Augustin Saint-Hilaire mô tả khoa học đầu tiên năm 1825.

## Phân bố
Loài này có ở đông nam Brasil.